# 無重力アリア
「無重力アリア」（むじゅうりょくアリア）は、榊原ゆいの29枚目のシングル。2012年2月22日にb-greenから発売された。

## 概要
前作「Blue mind」から7ヶ月ぶりのリリースとなるシングル。表題曲「無重力アリア」は、カードゲーム『アクエリアンエイジ 魔力の水嶺』のオープニングテーマに起用され、ジャケットイラストにも作中に登場するレミリア・スウェーデンボルグが緋賀ゆかりの描き下ろしによりデザインされている。なお初回生産分には『アクエリアンエイジ』のPRカードが封入されている。

## 収録曲
1. 無重力アリア [4:10][1]
作詞：RUCCA、作曲・編曲：中山真斗（Elements Garden）
カードゲーム『アクエリアンエイジ　魔力の水嶺』主題歌
榊原によればかっこよさやミステリアス、キャッチーといった様々な要素が混じり合っているのでカラオケで歌うのは容易ではないため、サビでは地声で歌った片が良いと語っている[3]。
2. 羽根咲いた青空 [4:43][1]
作詞：nk、作曲・編曲：ぺさま
カードゲーム『アクエリアンエイジ 始まりの地球』主題歌
生のバンドを思わせる爽やかな曲で、レコーディングでは「少年っぽさ」を取り入れて歌ったという[3]。
3. 無重力アリア（off vocal）
4. 羽根咲いた青空 （off vocal）